# Oroszország autópályái
Ez a szócikk Oroszország autópályáit sorolja fel.
Az orosz autópályahálózat folyamatos fejlődésben van, a meglévő autópályákat bővítik, meghosszabbítják, a vonatkozó előírásokat igyekeznek a nemzetközi és európai normákhoz igazítani.
Az M jelentése: Магистральные (autópálya).

## Az autópályák táblázatban
| Neve | Érintett települések, nagyobb kereszteződések                                                      | Teljes hossz | Elkészült | Épül | Térkép |
| ---- | -------------------------------------------------------------------------------------------------- | ------------ | --------- | ---- | ------ |
|      | Moszkvai körgyűrű                                                                                  | 109 km       | 109 km    | 0 km |        |
|      | Moszkva - Vjazma - Fehéroroszország                                                                | 440 km       | ? km      | ? km |        |
|      | Moszkva - Plavszk - Tula - Mcenszk - Troszna - Orjol                                               | 720 km       | ? km      | ? km |        |
|      | Moszkva - Bryansk - Hlukhiv - Kipti - Ukrajna                                                      | 490 km       | ? km      | ? km |        |
|      | Moszkva - Vidnoje - Domogyedovo repülőtér                                                          | 1517 km      | ? km      | ? km |        |
|      | Moszkva - Sukovszkij - Toljatti - Krasznij Jar                                                     | 1897 km      | ? km      | ? km |        |
|      | Moszkva - Malaja Dubna - Orehovo-Szujevo - Pyra - Dzserzinszk - Ksztovo - Nyizsnyij Novgorod       | 1342 km      | ? km      | ? km |        |
|      | Moszkva - Redrikowy Gory - Mityiscsi - Sopsa - Szemibratovo - Jaroszlavl                           | 1271 km      | ? km      | ? km |        |
|      | Moszkva - Volokolamszk                                                                             | 610 km       | ? km      | ? km |        |
|      | Moszkva - Kirillovka - Seremetyjevói nemzetközi repülőtér - Szelenogorszk - Szentpétervár - Viborg | 872 km       | ? km      | ? km |        |
|      | Moszkva - Szentpétervár                                                                            | 684 km       | ? km      | ? km |        |

A fenti táblázat nem teljes. Részletes információkat az orosz nyelvű Wikipédia tartalmaz.